# ミュンヘンの悲劇
ミュンヘンの悲劇（ミュンヘンのひげき、Munich air disaster）は、1958年2月6日、西ドイツ（当時）・ミュンヘンのリーム空港（現在のミュンヘン空港とは異なり、メッセゲレンデの場所にあった空港）で起こった航空事故である。イングランドフットボールリーグのチーム、マンチェスター・ユナイテッドのチャーター機の乗員乗客44名のうち、23名が死亡した。そのうち選手は死亡8人、重傷7人。

## 事故とその原因

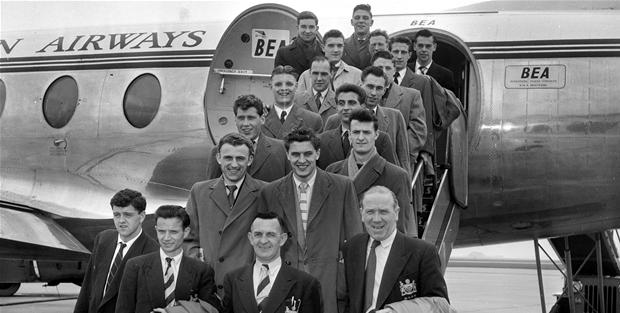
バスビー・ベイブスと呼ばれたマンチェスター・ユナイテッドの選手たち（1955年）

英国欧州航空（British European Airways、略称・BEA）のチャーター機・BE609便は選手の1人がパスポートを忘れたためベオグラードを1時間遅れで出発した。チャーター便に割当てられたレシプロ・プロペラ機のエアスピード アンバサダーは短・中距離用機材でブリテン島まで無着陸飛行する航続能力はなく、給油のためにミュンヘンへ立ち寄った。給油後、2度離陸を試みるが速度が上がらず中止した。不安を感じ当時安全とされた後部座席に移る者もいたが、皮肉にもこれが犠牲者を増やす結果となった。午後3時4分、3度目の離陸を試みるが離陸速度に達せずオーバーランし、フェンスを突き破り300 m離れた空家へ突っ込み炎上した。乗客のうち乳児1人は生存した選手であるハリー・グレッグが救出した。
西ドイツの調査委員会報告では当初、翼に付着した氷で翼形が変わり、必要な揚力が得られなかったことが原因で、その確認を操縦士である事故当時36歳であった英空軍出身の機長ジェームズ・セイン（James Thain）が怠ったためとされた。セインは自身を信じて実験を行い西ドイツ当局に訴えたが、西ドイツは頑なに自分達の過失を認めなかった。当時の英国首相ハロルド・ウィルソンの発言によりマスコミが再度事故を取上げ、68年イギリスの事故調査委員会の調査では、離陸前の写真、救出作業員の証言、関係者証言に基づく実験によって滑走路上のシャーベット状になった氷雪（スラッシュ）が原因とされた。この事故で得られた経験は、これ以降世界中の常識となった。事故後11年してセイン元機長の濡れ衣は晴れたが、事故後解雇されてから心臓発作により54歳で亡くなるまで故郷でひっそりと養鶏で暮らした。
西ドイツがセインに責任を負わせたことを頑なに撤回しなかったのは、翼が凍っていたならばセインの責任だが、空港の滑走路上の氷雪がシャーベット状となった氷雪（スラッシュ）が原因ならば雪を放置した空港即ち西ドイツの過失ということになるため、主任捜査官ハンス・ライケルが目撃者達の証言等を握り潰していたからであった。その目撃者の内の1人は、事故直後現場へ駆け付け、副操縦士を救出した男性であった。彼は「救出のために主翼へよじ登った際に氷はなかった」と証言していた。また、事故当時に空港にいた西ドイツの男性パイロットも目撃者の1人であった。

## 背景
1955年より開始されたヨーロッパクラブ選手権であるチャンピオンズカップに初めてイングランド代表として乗り込んだのが、当時黄金時代を迎えていたマンチェスター・ユナイテッドだった。しかしこの参戦は孤立主義を掲げていたイングランドサッカー協会の警告を無視したもので、国内リーグの日程を調整してもらうことも出来ず、強行日程を強いられた。
準々決勝に進出したマンチェスター・ユナイテッドはユーゴスラビアの強豪、レッドスター・ベオグラードと対戦。ホームで2-1と勝利した後、2月5日（水曜日）に敵地・ベオグラードに乗込み3-3の引分け、総計5-4で準決勝進出を果たす。現代でこそ当たり前となった水・土の連戦であるが、当時の航空事情は良くなく、共産圏の国で試合をしてまた帰って来るというのは、強行日程であった。また、土曜日には上位直接対決が控えており、帰国を焦っていた事情もあった。イングランドサッカー協会が日程を調整していれば余裕があった。さらには、この時期は欧州全土を熱波が襲っていたという。

## 犠牲者および生存者

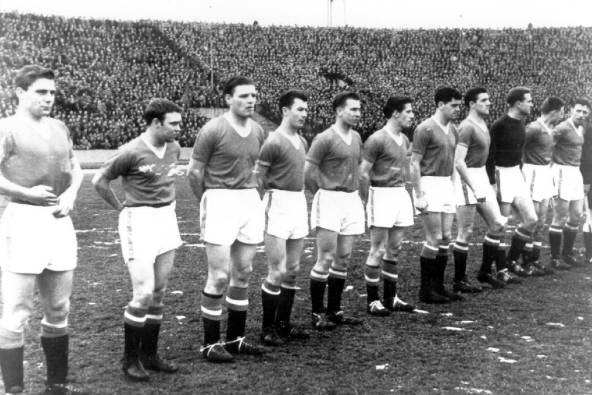
犠牲となったマンチェスター・ユナイテッドの選手達

### 犠牲者

#### 選手
- ロジャー・バーン
- マーク・ジョーンズ
- ダンカン・エドワーズ：チームの中心的選手であった。事故15日後に死去。
- エディー・コールマン
- トミー・テイラー
- リアム・ウェラン
- デービッド・ペッグ
- ジェフ・ベント

#### その他犠牲者
- ウォルター・クリックマー：クラブの秘書。
- バート・ウェイリー - コーチ
- トム・カリー - トレーナー
- アルフ・クラーク - マンチェスター・イブニング・クロニクル紙記者
- ドン・デビース - マンチェスター・ガーディアン紙記者
- ジョージ・フォローズ - デイリー・ヘラルド紙記者
- トム・ジャクソン - マンチェスター・イブニング・ニュース紙記者
- アーキー・レッドブルック - デイリー・ミラー紙記者
- ヘンリー・ローズ - デイリー・エクスプレス紙記者
- エリック・トンプソン - デイリー・メール紙記者
- フランク・スウィフト：ニュース・オブ・ザ・ワールド紙記者。元イングランド代表GK。元マンチェスター・シティ所属選手
- ケネス・レイメント（英語版）副操縦士。第二次世界大戦ではイギリス空軍に従軍、第153、および第264航空隊などで活躍。5機撃墜の記録を有するエースパイロットであった。
- 旅行代理店添乗員
- 同行したファン
- 男性客室乗務員

### 生存者

#### 選手
- ジョニー・ベリー（† 1994年）
- ジャッキー・ブランチフラワー（† 1998年）
- デニス・ヴァイオレット（† 1999年）
- レイ・ウッド（† 2002年）
- ボビー・チャールトン（† 2023年）
- ビル・フォルケス（† 2013年）
- ハリー・グレッグ（† 2020年）
- ケン・モーガンス（† 2012年）
- アルバート・スカンロン（† 2009年）

#### クルー
- ジェームス・セイン（英語版）機長（† 1975年）
- 通信士（† 1997年）
- 女性客室乗務員2名

#### その他の生存者
- マット・バスビー：監督。数日間の危篤状態より生還（† 1994年）
- フランク・テイラー - 記者（† 2002年）
- ピーター・ホワード - カメラマン（† 1996年）
- テッド・エリヤード - カメラマン（† 1964年）
- 旅行者母娘：ユーゴスラビアの外交官の家族であったといわれる。乳児の娘はハリー・グレッグによって救出された。
- 亡くなった旅行代理店添乗員の夫人
- 旅行者

## マンチェスター・ユナイテッドのその後

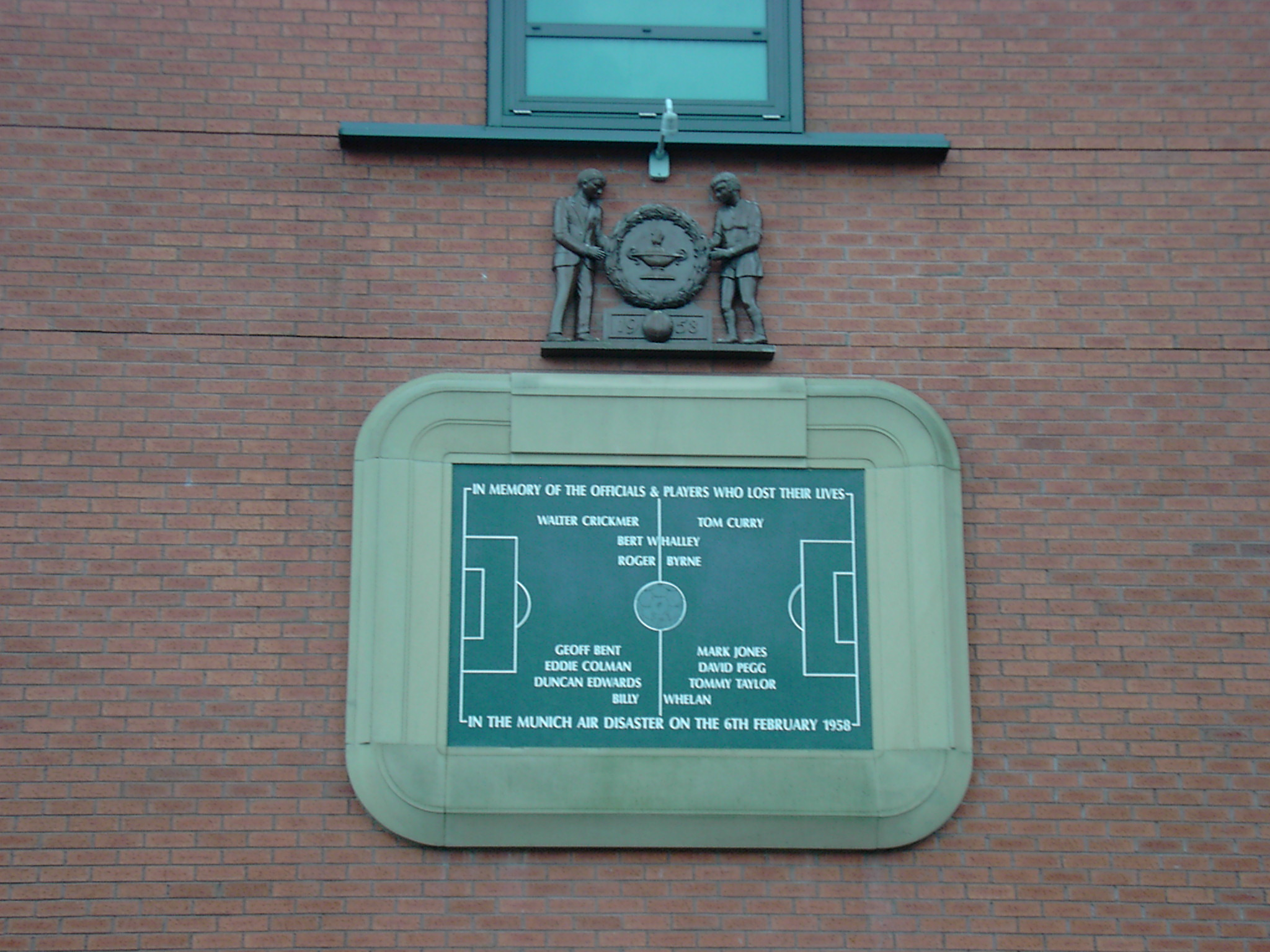
「ミュンヘンの悲劇」祈念碑

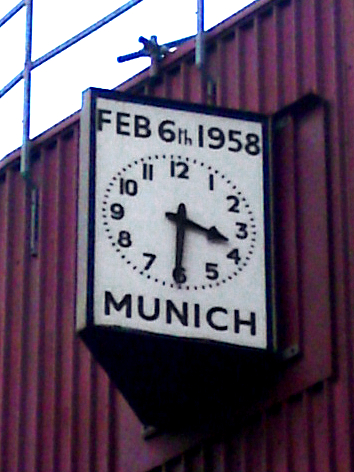
オールド・トラッフォードにある追悼碑

8名の死者の他、ベリーとブランチフラワーの2名が再起不能となり、当然チームは大きな打撃を受けた。チャンピオンズカップ準決勝も控え選手中心で臨むが敗退。しかし、奇跡的に生還した監督マット・バスビーと、その後精神的打撃からも立ち直ったボビー・チャールトンが中心となってクラブを再建。若手選手の目覚しい成長もあり、マンチェスター・ユナイテッドはフットボールリーグを制覇。FAカップでは2年連続となる決勝進出を果たしたが、ボルトン・ワンダラーズFCに0-2で敗れ、準優勝に終わった。ミュンヘンでの事故より10年後の1968年には、ヨーロピアンカップ決勝に進出すると、ボビー・チャールトンらのゴールでSLベンフィカを延長戦の末4-1で撃破。悲願のヨーロッパ制覇をイングランドのクラブとして初めて成し遂げた（この際のエピソードについてはボビー・チャールトンの項を参照）。
これらの歴史的な背景より、マンチェスター・ユナイテッドはイングランドリーグを代表するクラブとして世界中のフットボールファンに認知され、長年名門クラブとして活動を続けている。
マンチェスター・ユナイテッドのホームスタジアム、オールド・トラッフォードの一角には、事故の犠牲者を追悼する祈念碑が掲げられ、スタジアムの時計は事故の起きた時間で止められていたが、2012年4月時点では稼動していたことが確認されている。

## 映像化
- メーデー!:航空機事故の真実と真相 第9シーズン第6話「MUNICH AIR DISASTER」